# Elisabetta Zamparutti
Elisabetta Zamparutti (Cermes, 1º ottobre 1964) è una politica italiana.

## Biografia
Tra i fondatori di Nessuno tocchi Caino, l'associazione che ha ideato e condotto al successo la campagna per l'approvazione della Risoluzione dell'Assemblea Generale delle Nazioni Unite per una moratoria universale delle esecuzioni capitali, è Tesoriere di Nessuno tocchi Caino dal 2003. Con l'associazione Nessuno tocchi Caino ha promosso campagne iscrizioni e presentato con successo progetti per l'abolizione della pena di morte alla Commissione europea e ai Ministeri degli Affari Esteri della Norvegia, dei Paesi Bassi e della Svizzera.  Dal 2016, anima con cadenza mensile, i laboratori "Spes contra spem" nelle sezioni di alta sicurezza delle carceri di Opera a Milano, Parma, Voghera, Rebibbia a Roma e Secondigliano. Il titolo del progetto “Spes contra spem” fa riferimento alla Lettera di San Paolo ai Romani (4, 18) e al passaggio relativo all’incrollabile fede di Abramo che “ebbe fede sperando contro ogni speranza”. Con questo titolo si vuole evidenziare l’importanza dell’essere soggetto di speranza rispetto all’avere speranza, a partire da coloro che, condannati all’ergastolo ostativo o a lunghi periodi di isolamento sono riusciti a divenire speranza per altre persone.
Il progetto è incentrato sul docu-film di Ambrogio Crespi “Spes contra spem – Liberi dentro”, presentato alla Mostra del Cinema di Venezia alla presenza del Ministro Andrea Orlando e che vede come protagonisti i detenuti in ergastolo ostativo, il direttore ed il personale dell’amministrazione penitenziaria del carcere di Opera insieme al Capo del DAP Santi Consolo.
A partire dalla proiezione di questo docu-film, i “laboratori del cambiamento” intendono accrescere la consapevolezza del danno arrecato e una rottura esplicita con comportamenti e collegamenti del passato, in questo modo mutando il modo d’essere – di pensare, di sentire e di agire – dei partecipanti sostenendone la manifestazione di una coscienza più elevata e orientata ai valori umani. Anche a questa attività si devono le sentenze della Corte Europea per i diritti umani nel caso Viola vs Italia e della Corte Costituzionale in tema di reati ostativi.
È anche componente del Consiglio generale del Partito Radicale Nonviolento Transnazionale e Transpartito e dal 2016 al 2019 è stata componente del Comitato europeo per la prevenzione della tortura e i trattamenti o le punizioni inumane o degradanti per conto dell'Italia Cura con Giovanna Reanda la trasmissione di Radio radicale "Dei diritti e delle pene".

### Attività parlamentare
Deputata della XVI legislatura al Parlamento italiano, è stata eletta come componente radicale nelle liste del Partito Democratico. Ha fatto parte della VIII Commissione Parlamentare (Ambiente, Territorio e Lavori Pubblici). Con la sua attività parlamentare si è collocata al 18º posto su 630 membri della Camera dei Deputati.
È stata co-presentatrice delle proposte di legge volte a: introdurre il reato di tortura nel codice penale italiano; attuare lo Statuto della Corte penale internazionale;  ridurre i termini massimi di custodia cautelare;  migliorare le relazioni tra madri detenute e i loro figli minori; costituire un’anagrafe pubblica delle carceri; legalizzare la coltivazione e il commercio di derivati della cannabis e depenalizzarne la coltivazione domestica; favorire la riabilitazione sociale e l'occupazione delle persone condannate; istituire il Garante nazionale dei detenuti; rafforzare il sistema delle misure alternative al carcere; ridurre il sovraffollamento delle carceri italiane; introdurre una difesa pro-bono per gli italiani detenuti all'estero; abolire l'ergastolo; modifiche agli articoli 4-bis, 14-bis, 14-ter, 14-quater e 41-bis della legge 26 luglio 1975, n. 354, in materia di divieto di concessione dei benefìci penitenziari, di regime di sorveglianza particolare e di soppressione del regime restrittivo con sospensione delle regole ordinarie di trattamento penitenziario per gravi motivi di ordine e di sicurezza pubblica; abolizione del sostituto d'imposta; Istituzione e ordinamento del Corpo della polizia tributaria; liberalizzazione del lavoro a domicilio; Soppressione delle trattenute per la riscossione delle quote associative e sindacali tramite gli enti previdenziali e disposizioni concernenti gli accordi fra privati per il versamento di tali quote; riforma disciplina dei licenziamenti individuali; abolizione del monopolio legale dell'INAIL in materia di assicurazione obbligatoria contro gli infortuni sul lavoro e le malattie professionali; riforma del sistema degli ammortizzatori sociali e della disciplina dei contributi sociali, nonché per l'istituzione dell'Agenzia nazionale per la gestione dell'indennità di disoccupazione e il reinserimento dei lavoratori disoccupati; abolizione del diritto di accesso al fondo altrui per l'esercizio della caccia; disposizioni sulle attività circensi e per la promozione dello spettacolo circense senza uso di animali; censimento e il recupero di immobili pubblici inutilizzati e per la loro destinazione a fini di edilizia sociale; istituzione dell'Osservatorio nazionale sull'uso del suolo; istituzione di una carbon tax; disposizioni per il riconoscimento e la disciplina della pratica del naturismo; realizzazione di aree pedonali, a traffico limitato e a velocità moderata nei centri storici e nelle strade di quartiere e locali; modifica all'articolo 16 del decreto legislativo 24 aprile 2006, n. 219, in materia di medicinali omeopatici; legge quadro per la ricostruzione dei territori colpiti dal sisma del 6 aprile 2009; incontri tra i detenuti o internati conduttori di cani e i loro animali; monitoraggio e la riduzione del consumo del suolo e introduzione di misure di compensazione ecologica preventiva; riforma nomina dei direttori generali delle agenzie regionali per la protezione dell'ambiente
Nel 2010, ha presentato e fatto approvare la mozione parlamentare che ha interrotto la produzione di Penthotal da parte dell’azienda Hospira di Liscate (Milano) che veniva utilizzato per le iniezioni letali negli Stati Uniti. L'iniziativa ha portato alla revisione del “regolamento europeo sul commercio di merci che potrebbero essere utilizzate per la pena capitale, la tortura o altri trattamenti o pene crudeli, inumani o degradanti“ con l’inclusione dei farmaci previsti dai protocolli per l’esecuzione tramite iniezione letale.